# Kahless

Kahless cel de neuitat, întemeietorul Imperiului Klingonian

În universul fictiv Star Trek, „Kahless cel de neuitat” este un Klingonian legendar portretizat în Star Trek: Seria originală de Robert Herron și în Star Trek: Generația următoare de Kevin Conway. 
Kahless este întemeietorul Imperiului Klingonian.